# Hellsau
Hellsau es una comuna suiza del cantón de Berna, situada en el distrito administrativo del Emmental. Limita al norte con la comuna de Heinrichswil-Winistorf (SO), al este con Seeberg, al sur con Alchenstorf, y al oeste con Höchstetten.

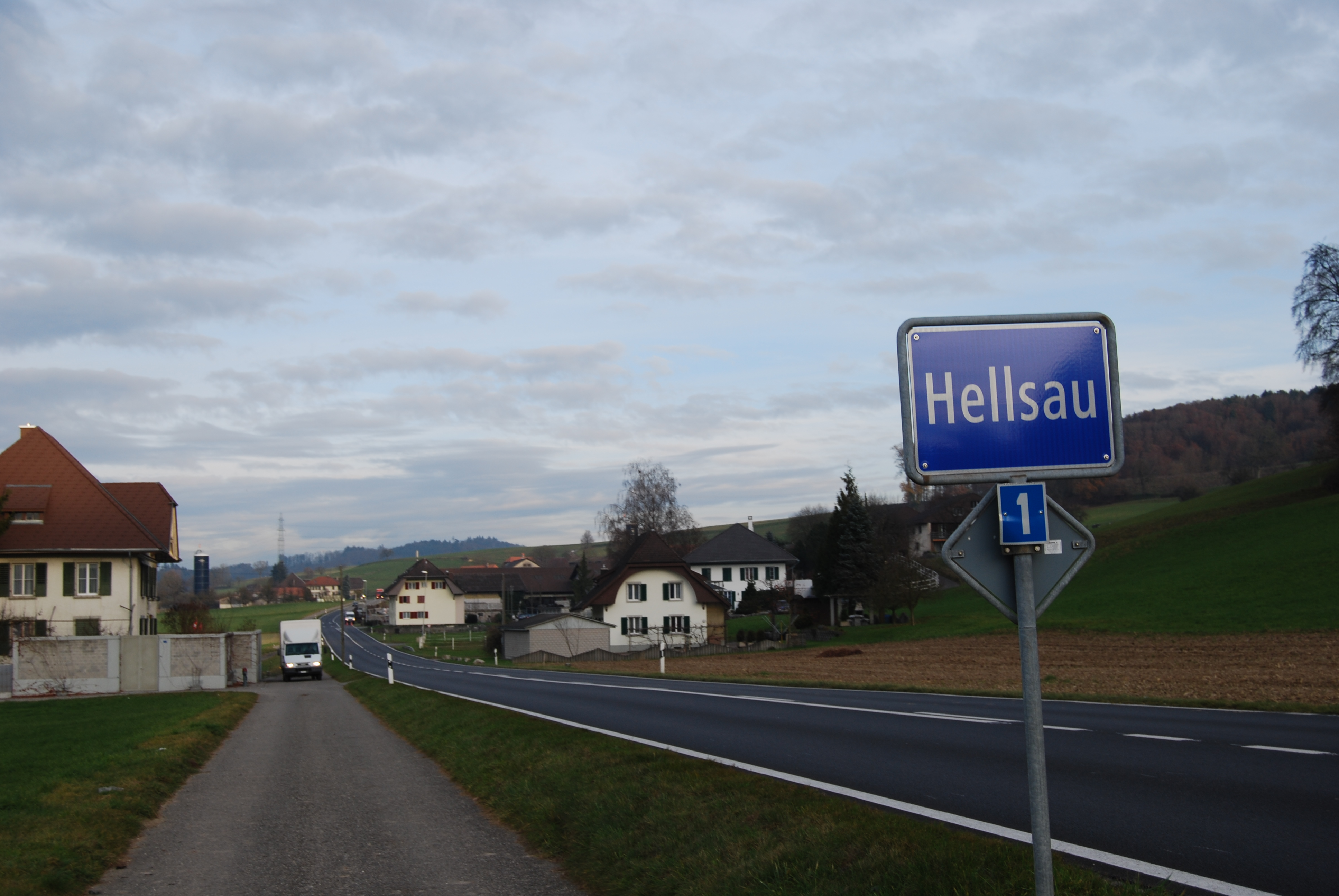
Hellsau

La comuna se encuentra 6 km en dirección suroeste de Herzogenbuchsee y a 10 kilómetros de la antigua capital, Burgdorf (línea aérea). Hasta el 31 de diciembre de 2009 situada en el distrito de Burgdorf.